# Wjasiwok (Swenyhorodka)
Wjasiwok (ukrainisch В'язівок; russisch Вязовок Wjasowok, polnisch Wiązówek) ist ein Dorf in der Oblast Tscherkassy im geografischen Zentrum  der Ukraine mit etwa 2400 Einwohnern (2010).
Das erstmals 1654 schriftlich erwähnte Dorf war während des Deutsch-Sowjetischen Krieges von Ende Juli 1941 bis zum 7. Februar 1944 von Truppen der Wehrmacht besetzt.
Die Holzkirche Mariä Himmelfahrt im Dorf wurde 1859 (nach anderen Angaben 1771) erbaut und in den 1990er Jahren renoviert.
Die 2006 Hektar große Ortschaft liegt am Ufer der Wilschanka (Вільшанка), einem 106 km langen, rechten Nebenfluss des Dnepr, 15 km südlich vom ehemaligen Rajonzentrum Horodyschtsche und 70 km südwestlich vom Oblastzentrum Tscherkassy.
Durch das Dorf verläuft die Territorialstraße T–24–01.
Am 8. August 2018 wurde das Dorf ein Teil der neugegründeten Siedlungsgemeinde Wilschana, bis dahin bildete es die gleichnamige Landratsgemeinde Wjasiwok (В'язівська сільська рада/Wjasiwska silska rada) im Süden des Rajons Horodyschtsche.
Am 17. Juli 2020 kam es im Zuge einer großen Rajonsreform zum Anschluss des Rajonsgebietes an den Rajon Swenyhorodka.